# Follia (música)
| Tema (melodia, baix i seqüència d'acords) de la Folia, sense variacions. |
|                                                                          |
|                                                                          |
|                                                                          |

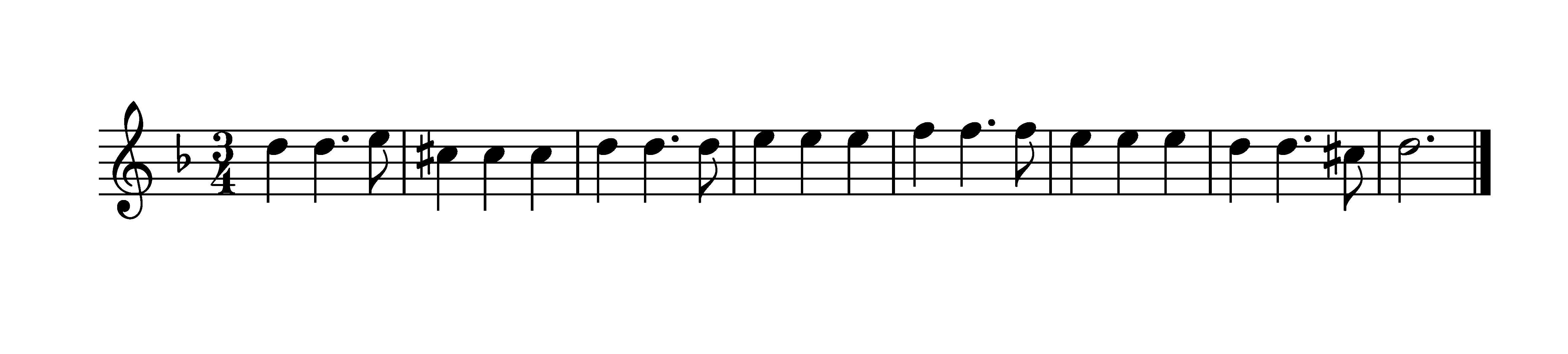
Partitura de la segona part de la melodia del tema de la follia.

La follia és un tema que sobretot durant el període Barroc va ser molt utilitzat arreu d'Europa com a base per a compondre sèries de variacions. Tot i que, per raons òbvies, no ens han arribat, de ben segur que la follia devia ser un dels baixos i seqüències harmòniques preferides, també, per a la improvisació.
Aquest tema va rebre diversos noms, a part de l'original (Folía) -compartit en portuguès i castellà-: amb doble "l" a Itàlia (La Follia), fent referència a Espanya -des d'on va adquirir ressò internacional- en francès (Folies d'Espagne), o com a Faronel's Ground a Anglaterra (ground, en el sentit de baix obstinat).

## Història

### Orígens
En el seu inici, la follia era una dansa i a la vegada una cançó ballable, d'origen popular, que va fer les seves primeres fases de desenvolupament a la península Ibèrica probablement a finals de l'edat mitjana. El repertori musical cortesà se'n feu ressò un xic més tard, ja a finals del segle xv, donant-li un format polifònic com era habitual en aquest tipus de repertori o, si més no, en el que s'ha preservat en els cançoners.
Francisco de Salinas, un teòric de la música espanyol, escrivia, en el seu tractat De musica libri septem (1557) que aquesta peça era d'origen portuguès. El fet que aquesta composició s'esmenti en diverses fonts documentals portugueses del segle xv, en un moment en què fonts de cap altre país no ho fan, sembla corroborar aquesta tesi. Entre aquestes, Gil Vicente ho associa a personatges populars com pastors o camperols que ho haurien cantat amb una certa disbauxa (follia en el sentit de bogeria). Les referències a grups de pagesos que entretenen la noblesa ballant la follia es mantenen a Portugal durant els dos segles posteriors.
Durant les primeres dècades del segle xvi la seva estructura musical (que, de fet, és el que li hauria de donar la seva significació i ressò, no pas el ball) ja havia transcendit les fronteres del país i era conegut arreu de la península Ibèrica. Aquesta consistia en un baix constituït per la seqüència acordal següent (o alguna petita variant d'aquest):
- 1a part: la - Mi - la - Sol- Do - la - Mi
- 2a part: la - Mi - la - Sol- Do - Sol - la - Mi - la. (les minúscules representen acords menors)

Sobre aquesta estructura es podien construir melodies diverses que hi encaixessin o bé fer-la servir per a la improvisació de variacions o diferències (la manera com denominaven, a l'època, un dels tipus de variacions improvisades més habituals).
Diego Ortiz al seu Tratado de glosas del 1557 utilitza aquesta seqüència com a baix obstinat sobre el qual la viola d'arc interpreta unes melodies de gran virtuosisme. Al Cançoner que recull la música que es feia a la cort dels Reis Catòlics (el Cancionero Musical de Palacio) també apareixen algunes composicions polifòniques organitzades sobre la mateixa estructura; en són exemples la divertida Rodrigo Martínez o Adorámoste, Señor. OI, encara, al Libro de Cifra nueva de Luís Venegas de Henestrosa hi apareix una versió per a orgue de l'obra Para quién crié yo cabellos, sobre el mateix patró, d'Antonio de Cabezón.
Atès que el tema de la follia i la viola d'arc van estar intensament units, i que aquest instrument va viatjar ben aviat a Itàlia des del Llevant de la península Ibèrica on s'havia originat, bé podríem imaginar que aquest fou el motiu que ja des del segle xvi es trobessin mostres de l'ús d'aquest patró en terres d'Itàlia.

### El períodebarroc
Al darrer quart del segle xvii el patró de la follia es va estandarditzar una mica més i adquirí les característiques següents: 
- un baix directament derivat de l'anterior va esdevenir norma:

re - La7 - re - Do - Fa - Do - re - La7 - re - La7 - re - Do - Fa - Do - re - La7 - re 

(les minúscules representen acords menors i les majúscules, majors).
- la tonalitat més freqüent era la de re menor.
- el ritme harmònic era lent, a raó d'un acord per compàs excepció feta del penúltim compàs.
- quedà fixada, també, una línia melòdica fixa que encaixava amb aquest baix. D'aquesta manera, les variacions ja no eren sols sobre el baix sinó també a partir de la melodia.
- la mètrica era sempre ternària.
- el tempo era invariablement lent.
- el caràcter de la peça era molt proper al de la sarabanda.

Aquesta estructura fou la que va permetre que la follia esdevingués un dels baixos i una de les melodies més apreciats a tot Europa durant el segle xviii com a punt de partida per als temes amb variacions que permetien als compositors la creació d'obres que exigien als instrumentistes unes grans dosis de virtuosisme i de lluïment. La Follia d'Arcangelo Corelli, una sèrie de variacions que aquest autor romà del Barroc publicà l'any 1700 com a sonata per a violí i baix continu dins del seu Opus 5 fou una de les versions més influents en un gran nombre d'autors que amb posterioritat van produir les seves variacions sobre el mateix tema.
La forma basada en l'esquema harmònic i-V-i-VII-III-VII-i-V / i-V-i-VII-III-VII-i-V-i, s'associa a l'establida el 1672 per Jean-Baptiste Lully. Prenent la folia tocada a Espanya, Lully va reduir el frenètic ritme de la dansa per adequar-lo al gust cortesà de Versalles, component una peça assossegada, perfectament simètrica, en què el tema principal era sotmès a variació. En aquell moment, la folia va passar a conèixer-se com la Folia d'Espanya (Folies d'Espagne), en donar-li Lully aquest nom.

## Períodes posteriors
L'ús d'aquest baix després del barroc ja no és tan freqüent. De totes maneres hi destaquen les versions de Carl Philipp Emanuel Bach en el primer Classicisme i -a finals del període i del segle xviii, la versió que Luigi Cherubini inclou a l'obertura de la seva òpera L'Hôtellerie portugaise, de manera que sembla retre homenatge al seu origen portuguès. Ja en el Romanticisme, Franz Liszt l'usa a la seva Rhapsodie espagnole; i l'any 193111 el pianista rus Serguei Rakhmàninov l'usava en l'obra que titulà Variacions sobre un tema de Corelli, malgrat que el tema no fos de l'italià sinó que aquest també l'havia manllevat.
Dins de la música popular aquest tema també ha trobat usos com per exemple el que en va fer el grup alemany de música electrònica Tangerine dream l'any 1979, o el que trobem a la banda sonora de la pel·lícula La família Adams (1991), on va ser arranjada i interpretada per Carole Koenig.
D'altra banda, Vangelis en fa una versió prou interessant i amb resultats brillants de ràpida contextualització en el Renaixement malgrat l'ús d'instrumentació electrònica a l'obertura de la banda sonora de la pel·lícula 1492, la conquesta del paradís.
Més enllà dels noms de compositors més afamats i d'esdeveniments més mediàtics, aquest tema continua essent emprat per un gran nombre de compositors arreu.

## Alguns autors que han fet versions de la follia
Aquests són alguns dels compositors que han fet sèries de variacions sobre l'estructura de la follia que es va difondre sobretot des de finals del segle xvii (per ordre cronològic):
- Falconieri (Falconiero?), Andrea	(c.1585-1656)	1650
- Lully, Jean-Baptiste	(1632-1687)	1672
- Sanz, Gaspar	(1640-1710) 	1675
- Lucas Ruiz de Ribayaz,	(1650-unknown) 	1677
- Marais, Marin	(1656-1728) 	before 1685 unpub. Scottish Ms.
- d'Anglebert, Jean Henry	(1635-1691)	1689
- Visée, Robert de	(c.1650-c.1725)	attributed incorrectly
- Guerau, Francesc	(? - ?)	1694
- Cabanilles, Joan (sobre la forma antiga) (1644-1712)	1694
- Pasquini, Bernardo (theme and 14 var.) 	(1637-1710) 	c.1697
- Marais, Marin	(1656-1728) 	1701
- Vitali, Tomaso Antonio	(1663-1745)	1701
- Pasquini, Bernardo (theme and 3 var.) 	(1637-1710) 	c.1704
- Vivaldi, Antonio (La Follia)	(1678-1741)	1705
- Martín Y Coll, Antonio (Diferencias sobre las Folías) 	(c.1660-c.1740)	1709
- Martín Y Coll, Antonio (Folías) 	(c.1660-c.1740)	1709
- Pasquini, Bernardo (theme and 4 var.) 	(1637-1710) 	?
- Couperin, François	(1668-1733)	1722
- Zelenka, Jan Dismas 	(1679-1745)	1723
- Geminiani, Francesco	(1687-1762)	1726
- Vivaldi, Antonio (Orlando Furioso)	(1678-1741)	1727
- Händel, George Frideric	(1685-1759)	1727
- Veracini, Francesco Maria 	(1690-1768) 	c.1729
- Murcia, Santiago de 	(manuscript)	1732
- Bach, Johann Sebastian 	(1685-1750) 	1742
- Corrette, Michel 	(1707-1795) 	1749
- Minguet y Irol, Pablo	(? - ?)	1774
- Bach, Carl Philipp Emanuel	(1714-1788)	1778
- Grétry, André Ernest Modeste	(1741-1831)	1778
- Boccherini, Luigi	(1743-1805)	c.1785
- Cherubini, Luigi (Ouverture)	(1760-1842) 	1798
- Carulli, Ferdinando	(1770-1841)	c.1810 & 1814
- Cherubini, Luigi (Ballet)	(1760-1842) 	1813
- Giuliani, Mauro 	(1781-1829) 	1814
- Sor, Ferran	(1778-1839)	c.1815
- Berlioz, Hector	(1803-1869)	c.1820
- Reicha, Anton (trio) 	(1770-1836)	1825
- Liszt, Franz 	(1811-1886) 	1867
- Grieg, Edvard 	(1843-1907) 	1874
- Llobet, Miguel 	(1878-1938) 	1908
- Rakhmàninov, Serguei	(1873-1943)	1932
- Rodrigo, Joaquín	(1901-1999)	1943
- Gerard, Robert	(1896-1970)	1951
- Tangerine Dream	(conjunt)	1979
- Papathanassiou, E.O.(Vangelis)	(1943-)
- Orxata Sound System	(conjunt)	2012[4]

## Altres fonts
- Giuseppe Fiorentino. "Folía". El origen de los esquemas armónicos entre tradición oral y transmisión escrita. Kassel: Reichenberger, 2013. ISBN 978-3-937734-99-6. (castellà)
- "Folía, La." The Oxford Dictionary of Music, 2nd ed. rev. Ed. Michael Kennedy. Oxford Music Online. 15 Feb. 2009 <http://www.oxfordmusiconline.com/subscriber/article/opr/t237/e3870>.
- Gran Enciclopèdia de la Música.
- Riu Vieira Nery: Altre Folie 1550 - 1750. Al CD: Altre Folie 1550 - 1750. Alia Vox AV 9844.